# Autobahnknoten Bratislava-Nivy
Der Autobahnknoten Bratislava-Nivy (slowakisch diaľničná križovatka Bratislava-Nivy) liegt in der slowakischen Hauptstadt Bratislava östlich des Stadtzentrums links der Donau. Das Bauwerk verbindet die Autobahn D1 mit der Schnellstraße R7, die am ebendiesen Knoten beginnt, sowie die Stadtstraßen Bajkalská im Zuge der slowakischen Cesta I. triedy 61, Prístavná und ferner Slovnaftská. Auf der D1 trägt der Knoten die Nummer 6, auf der R7 die Nummer 0.
Der Namensgeber für den Knoten ist die Katastralgemeinde Nivy (deutsch Mühlau) im Stadtteil Ružinov. Vor dem Umbau zum Autobahnknoten wurde die Anschlussstelle nach dem nächstliegenden Stadtviertel Prievoz oder nach der Straße Bajkalská bezeichnet.

## Bauart

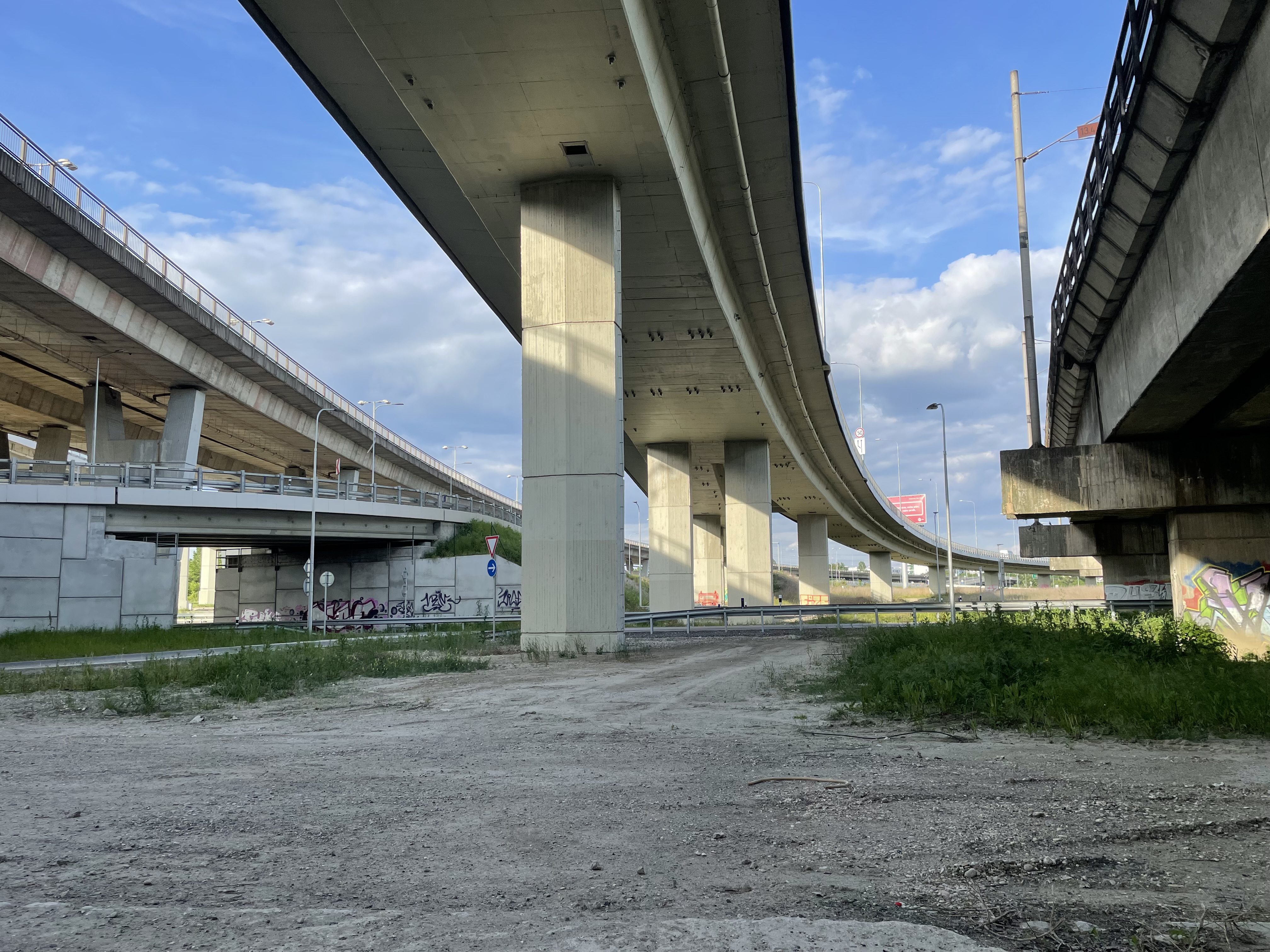
Rampen und Hochstraßen im westlichen Teil

Die heutige Bauform ist eine modifizierte Turbine, die alle mögliche Bewegungen zwischen der D1, R7 und der Bajkalská abdeckt. In die Turbine ist eine Gabelung zwischen der D1 Richtung Osten und der Straße Prístavná Richtung Stadtzentrum integriert, dazu gibt es eine Direktampe von der Bajkalská zur Prístavná. Die D1 überbrückt den ganzen Knotenpunkt auf einer Hochstraße mit 2 × 2 Fahrstreifen plus Standstreifen je Richtung, die R7 ist mit 2 × 2 Fahrstreifen ohne Standstreifen ausgeführt. Über den südlichen Teil führt auf einer Brücke die Bahnstrecke Bratislava–Hegyeshalom. Über eine Verflechtungsstrecke der R7 ist auch die ungefähr einen Kilometer südlich gelegene Anschlussstelle Bratislava-Slovnaftská (Bauform Hantel) ebenfalls als Teil des Autobahnkreuzes ausgeschildert und ermöglicht die restlichen Bewegungen für die Straße Prístavná und die darauf anschließende Straße Slovnaftská.

## Betreuung
Die Rampen der vormaligen Anschlussstelle Bratislava-Prievoz, heute Autobahnknoten Bratislava-Nivy, sowie die D1 in diesem Bereich werden durch die staatliche Autobahngesellschaft Národná diaľničná spoločnosť, a. s. (kurz NDS) betreut, genauer durch die Autobahnmeisterei Bratislava. Einzig die Rampe Bajkalská-Prístavná ist in der Zuständigkeit des Stadtteils Ružinov. Für die R7 sowie die Rampen der Anschlussstelle Bratislava-Slovnaftská ist hingegen das private Konsortium Zero Bypass Limited zuständig.

## Geschichte

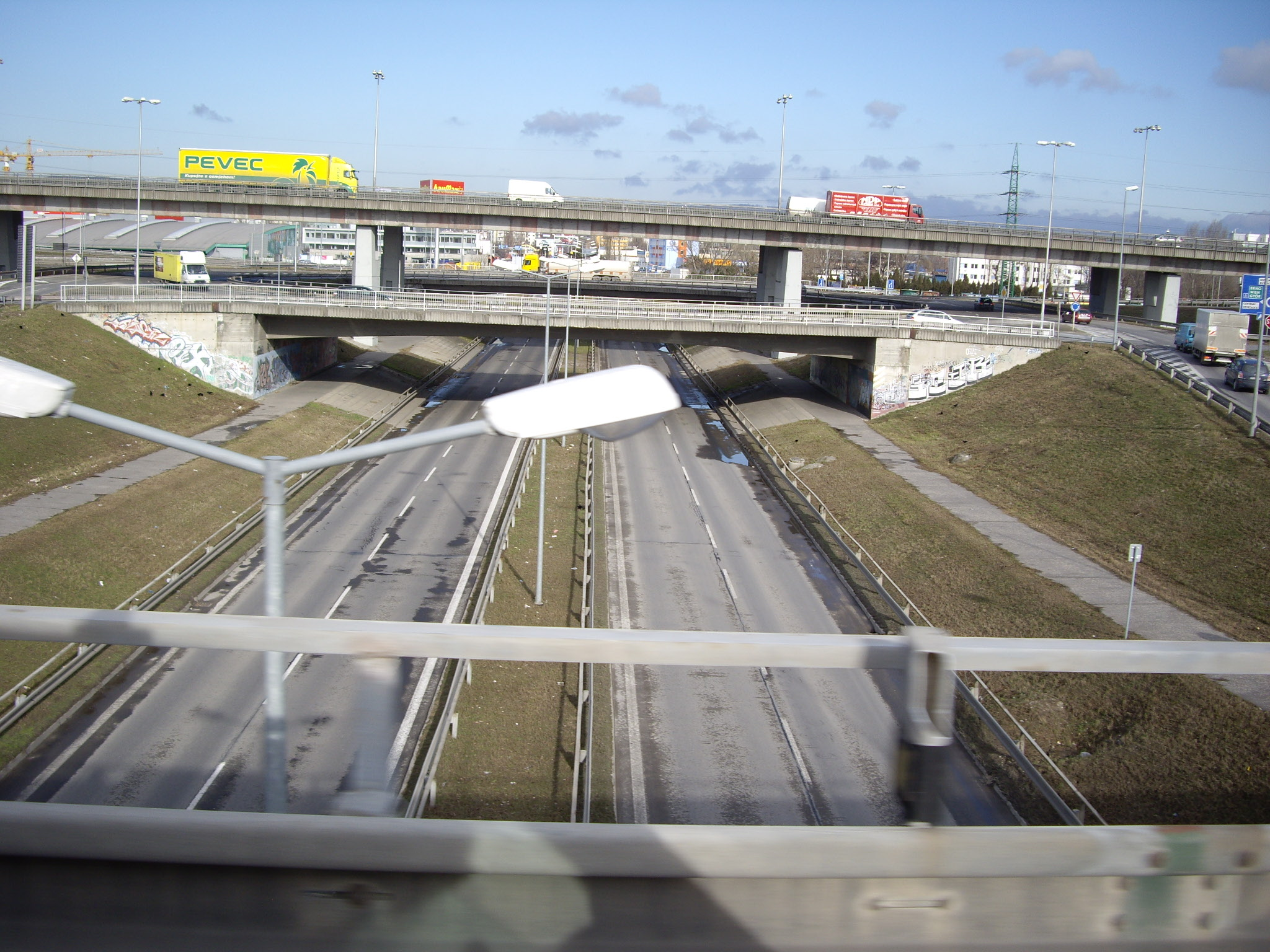
Die ursprüngliche Ausführung der Anschlussstelle, mit sichtbarem Kreisverkehr

Die Anschlussstelle entstand ab den späten 1970er Jahren mit dem Bau der dritten Donaubrücke in Bratislava im Zuge der damaligen Autobahn D61 (heute D1), damals als Brücke der Dukla-Helden, heute als Hafenbrücke (slowakisch Prístavný most) bezeichnet. Vorher befand sich ungefähr am Mittelpunkt der Anschlussstelle eine Kreuzung der Straßen Prístavná und Bajkalská. Die ersten Teile wurden 1983 beziehungsweise 1985 mit der Inbetriebnahme der Hafenbrücke. Die restlichen Teile zusammen mit der Hochstraße wurden erst 1991 dem Verkehr freigegeben, als das nächste Autobahnteilstück ostwärts fertig war. Der entstandene Knoten war eine Kreisverkehr-Anschlussstelle auf drei Etagen und mit fünf Armen, mit Direktrampen von der Brücke zur Straße Bajkalská nördlich der Anschlussstelle und umgekehrt. Vor dem zentralen Kreisverkehr gab es noch Rechtsabbieger-Spuren aus jeder Richtung. Die Bajkalská verlief durch die untere Etage, die damalige D61 auf der Hochstraße.
Wegen des ständig wachsenden Verkehrsaufkommens auf der in Bratislava in den 2000er Jahren vervollständigten Autobahn D1 und Belastung durch Ziel- und Quellverkehr aus verschiedenen Stadtteilen wurde die Anschlussstelle Prievoz zum kritischen Punkt, wobei insbesondere der Kreisverkehr als unfallträchtig galt. Mit der geplanten Anbindung der Schnellstraße R7 wurde deshalb beschlossen, die Anschlussstelle umfassend umzubauen und erneuern, um die R7 an einem geeigneten Punkt enden zu lassen und zugleich die Verkehrssituation zu entschärfen. Dabei musste die D1 die ganze Zeit ohne Beschränkungen befahrbar sein und die verwendbare Fläche war durch existierende Bauten begrenzt. Für den Umbau war die Gesellschaft D4R7 Construction des Konsortiums Zero Bypass Limited (slowakisch Obchvat Nula), das Teile der R7 und D4 als PPP-Projekt betreibt, zuständig. Der Baustart war im Februar 2019. Im Zuge der Arbeiten wurde der zentrale Kreisverkehr geschlossen und alle Linksabbieger-Bewegungen durch weitere Direktrampen ersetzt. Die schon bestehenden Direktrampen wurden ebenfalls erneuert. Somit wurden alle Verkehrsströme entflochten und die Bauform zu einer modifizierten Turbine geändert. Da die R7 die südliche Weiterführung übernahm und alle sonstige Bewegungen von der Straße Prístavná unmöglich wurden, entstand einen Kilometer südlich die Anschlussstelle Slovnaftská, die einerseits den Anschluss an diese Straße und andererseits an die verlängerte Prístavná herstellt.
Die Schließung und Erneuerung einzelner Rampen erfolgte etappenweise. Die R7 zusammen mit der Anschlussstelle Slovnaftská wurde am 2. Oktober 2021 eröffnet, die letzte Rampe am Autobahnknoten wurde am 1. Dezember 2021 wieder dem Verkehr freigegeben. Mit der Eröffnung der Verlängerung der Prístavná am 12. Februar 2022 ist der Umbau abgeschlossen.